# Mareuil-sur-Cher
Mareuil-sur-Cher is een gemeente in het Franse departement Loir-et-Cher (regio Centre-Val de Loire). De plaats maakt deel uit van het arrondissement Blois. Mareuil-sur-Cher telde op 1 januari 2022 1.155 inwoners.

## Geografie
De oppervlakte van Mareuil-sur-Cher bedroeg op 1 januari 2022 31,88 vierkante kilometer; de bevolkingsdichtheid was toen 36,2 inwoners per km².

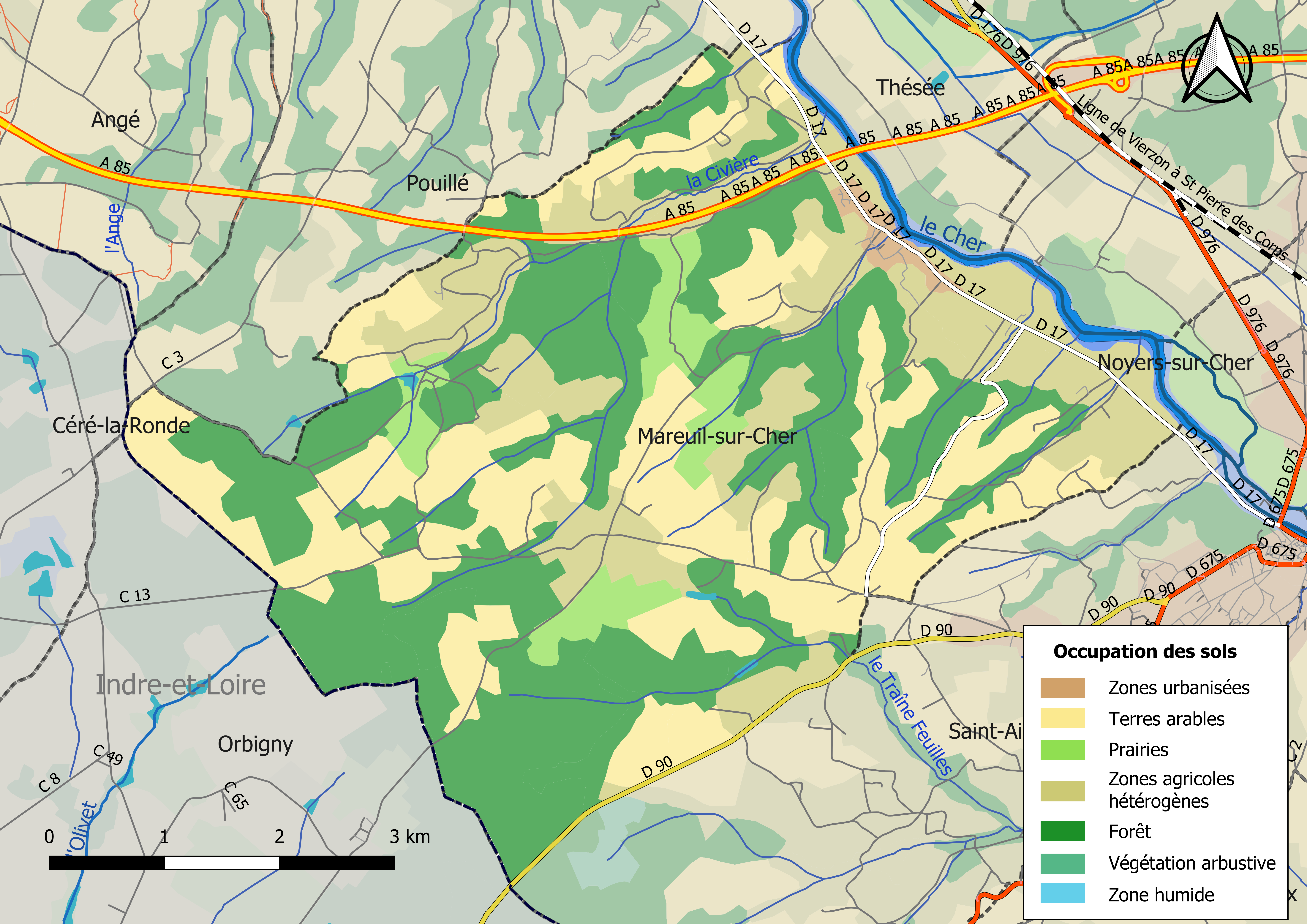
Kaart van de gemeente met de belangrijkste infrastructuur, bodemgebruik en omliggende gemeenten

## Demografie
Onderstaande figuur toont het verloop van het inwonertal (bron: INSEE-tellingen).